# Protaxis incisipennis
Protaxis incisipennis là một loài bọ cánh cứng trong họ Cerambycidae.